# 2562 Saljapin
A 2562 Saljapin (ideiglenes jelöléssel 1973 FF1) a Naprendszer kisbolygóövében található aszteroida. Ljudmila Vasziljevna Zsuravljova fedezte fel 1973. március 27-én.